# 全叶大蒜芥
全叶大蒜芥（学名：Sisymbrium luteum）为十字花科大蒜芥属下的一个种。

## 扩展阅读
- 維基物種上的相關：全叶大蒜芥